# Louis Borne
 (décembre 2017).
Louis Borne (né le 14 juillet 1872 à Gondenans-les-Moulins dans le Doubs et inhumé le 7 novembre 1958 à Boussières) est un historien et érudit local de Boussières où il est instituteur public de 1897 à 1933.

## Biographie
Membre de l'Académie des sciences, belles-lettres et arts de Besançon, lauréat de l'Académie française, il est connu notamment pour ses recherches historiques concernant la chapelle Notre-Dame-du-Mont à Thoraise,,.

## Publications
- Louis Borne, Notre-Dame du Mont à Thoraise et sa confrérie du XVIe au XXe siècle, Besançon, impr. Jacques et Demontrond, 1939. Prix Montyon de l'Académie française et de l'Académie des sciences en 1940[5].
- Louis Borne, Les sires de Montferrand, Thoraise, Torpes, Corcondray, aux XIIIe, XIVe et XVe siècles. Essai de généalogie et d'histoire d'une famille féodale franc-comtoise, Besançon, impr. Jacques et Demontrond, 1924.
- Louis Borne, L'instruction populaire en Franche-Comté avant 1792, Besançon, Imprimerie de l'Est, 2 volumes, t. 1, 1949, 672 p. : Extrait des 59 premières pages sur Numilog ; t. 2, 1953, 508 p. : Extrait des 44 premières pages sur Numilog. Grand prix Gobert de l'Académie française, domaine histoire, en 1958[5].